# Ла-Росіта (Техас)
Ла-Росіта (англ. La Rosita) — переписна місцевість (CDP) в США, в окрузі Старр штату Техас. Населення — 82 особи (2020).

## Географія
Ла-Росіта розташована за координатами 26°24′7″ пн. ш. 98°55′56″ зх. д. / 26.40194° пн. ш. 98.93222° зх. д. (26.401810, -98.932321).  За даними Бюро перепису населення США в 2010 році переписна місцевість мала площу 0,19 км², уся площа — суходіл.

## Демографія
Згідно з переписом 2010 року, у переписній місцевості мешкало 85 осіб у 33 домогосподарствах у складі 20 родин. Густота населення становила 455 осіб/км².  Було 45 помешкань (241/км²).
Расовий склад населення:
| - 97,6 % — білих |

До двох чи більше рас належало 2,4 %. Частка іспаномовних становила 98,8 % від усіх жителів.
За віковим діапазоном населення розподілялося таким чином: 23,5 % — особи молодші 18 років, 56,5 % — особи у віці 18—64 років, 20,0 % — особи у віці 65 років та старші. Медіана віку мешканця становила 40,5 року. На 100 осіб жіночої статі у переписній місцевості припадало 102,4 чоловіків;  на 100 жінок у віці від 18 років та старших — 97,0 чоловіків також старших 18 років.
Цивільне працевлаштоване населення становило 43 особи. Основні галузі зайнятості: науковці, спеціалісти, менеджери — 53,5 %, освіта, охорона здоров'я та соціальна допомога — 25,6 %, публічна адміністрація — 20,9 %.